# Frangocastelo

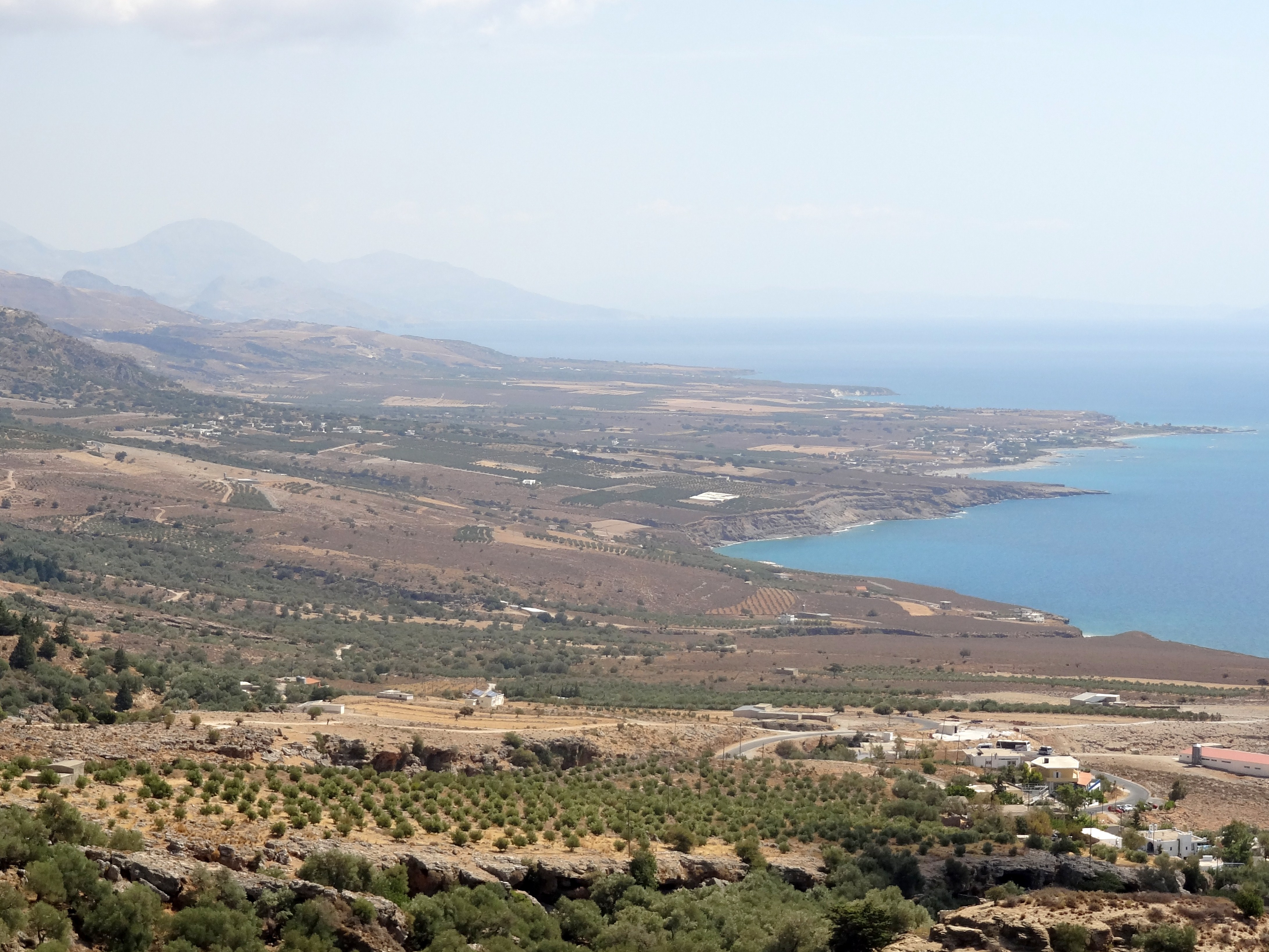
Vista panorâmica da área de Frangocastelo

Frangocastelo (em grego: Φραγκοκάστελλο; romaniz.: Phrankokástello; "castelo dos francos"), também grafado Frangokástello e Fragokastelo, é uma pequena povoação dispersa que deve o nome a um castelo veneziano construído à beira do mar da Líbia, na costa sul de Creta, Grécia.  A área pertence à unidade municipal de Patsianos, ao município de Sfakiá e à unidade regional de Chania.

## Descrição
Situa-se cerca de 15 km a leste de Chora Sfakion, 80 km a sudeste de Chania e 50 km a sul de Georgiópolis (distâncias por estrada). O povoado é muito disperso e praticamente não existem ruas nem praças. A extensa praia de areia de Frangocastelo, é extensa e abrigada, com águas cristalinas azul-turquesa, com o castelo e as encostas das montanhas costeiras como pano de fundo, sendo por vezes apontada como uma das melhores de Creta. Nos arredores há outras praias, com ainda menos visitantes do que a que fica junto ao castelo. Entre estas praias, inclui-se Vatalos, a oeste, com areia e seixos em algumas partes, e adequada à prática de snorkeling. Entre Frangocastelo e Vatalos encontram-se as praias mais pequenas de Iligas, Hodros Volakas e Mavro Nero. A praia de Orthi Ammos, a leste, situada à beira de um grande vale com um clima muito quente, é famosa pelas suas dunas; a parte oriental é ocupada por nudistas.
As praias têm sido o pretexto para uma indústria turística incipiente nos últimos anos. Há acomodações turísticas espalhadas pela planície em volta do castelo e também nas aldeias vizinhas de Kapsodasos, Kalikratis e Patsianos, mas a localização remota tem desencorajado maiores desenvolvimentos.
O Trilho Europeu de Grande Caminhada E4 passa em Frangocastelo e nas impressionantes gargantas vizinhas de Ímbros e de Kalikratis. O local é uma boa base para explorar as montanhas do Lefká Óri (Montanhas Brancas).

## O castelo
O castelo ergue-se junto à praia e não difere muito da sua forma original. Ao longe tem um ar imponente, mas de perto constata-se que praticamente apenas restam as paredes exteriores. É constituída por quatro torres quadradas ligadas por muralhas, que forma um retângulo. Sobre as torres há restos de ameias. No lado oriental gá uma pequena porta com arco. A entrada principal é no lado sul e é decorada com brasões de famílias nobres; acima da porta há um brasão com com o Leão de São Marcos, símbolo da Sereníssima República de Veneza. A torre sul é mais alta do que as outras e era a mais importante devido ao facto de defender a porta principal e de ser a última posição de defesa no caso do castelo ser cercado. Ao longo do lado interior das muralhas há ruínas de edifícios retangulares, que serviam de estábulos, armazéns, quartéis, etc. A última reconstrução foi realizada em 1866 pelos otomanos, no início da Revolta de Creta de 1866-1869.

## História

### Até ao século XIII
A presença humana em Frangocastelo remonta à Idade do Bronze. Há vestígios de intensa atividade humana na região de Sfakiá, da qual faz parte a localidade desde a Pré-história, inclusivamente em áreas montanhosas de difícil acesso. Há vários sítios arqueológicos minoicos, que datam de 1 800–1 450 a.C. nos quais foram encontradas peças de cerâmicas.
A partir de meados do século VII d.C., os raides árabes levaram ao abandono gradual das localidades costeiras, que se transferiram para o interior, onde estavam mais protegidas dos ataques de piratas, o que também aconteceu em Frangocastelo.

### Período veneziano

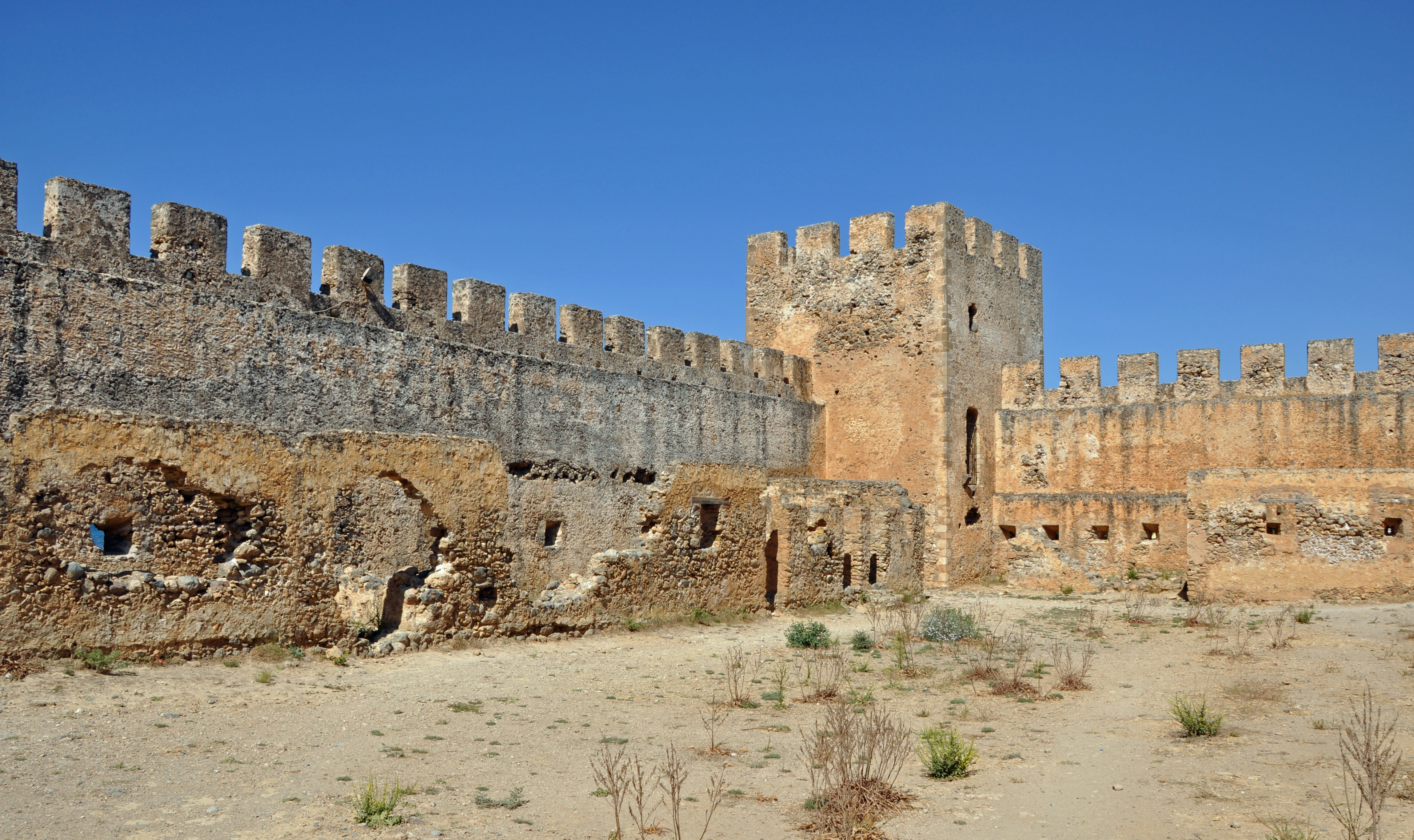
Interior do castelo

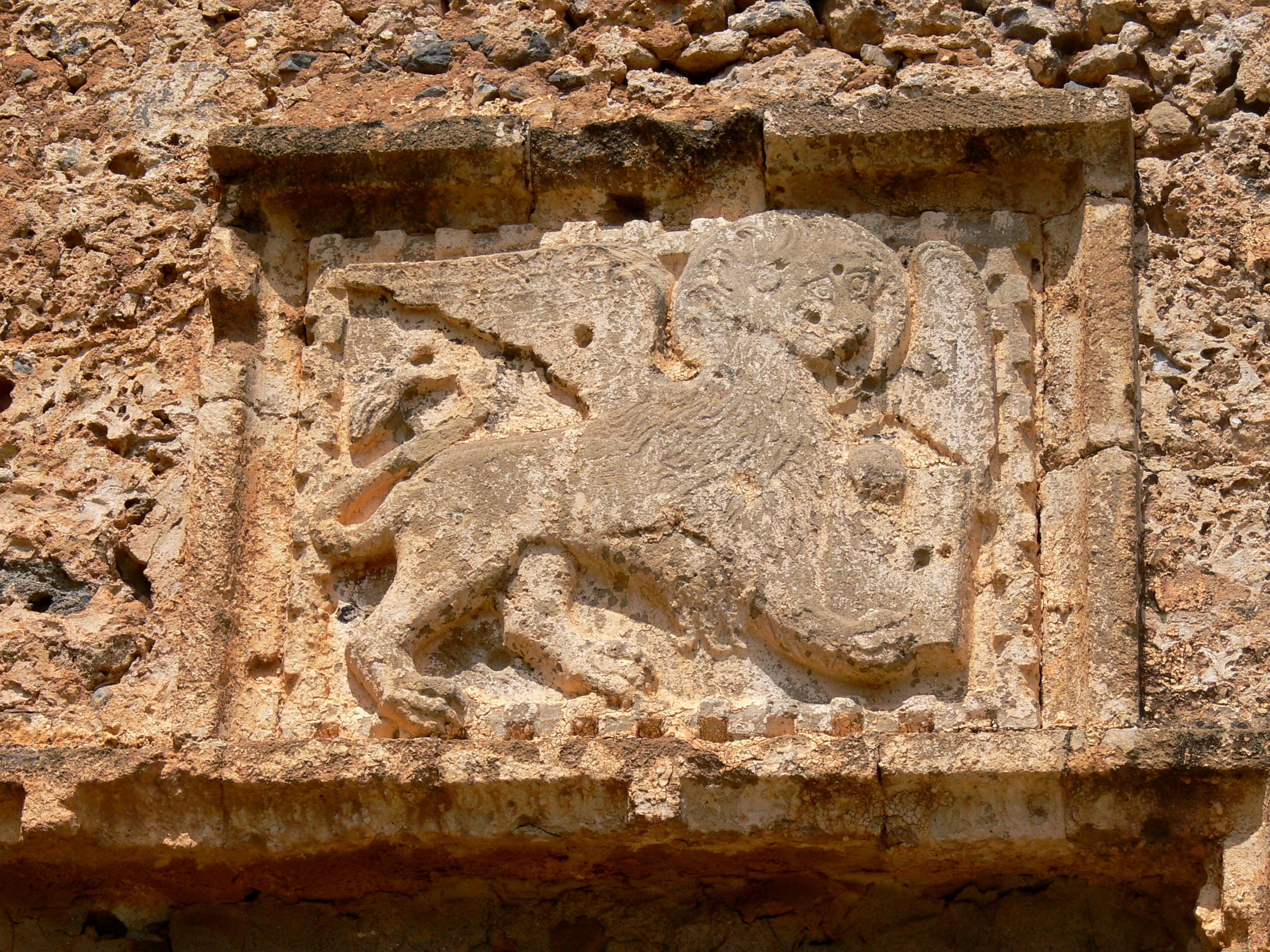
Brasão com o Leão de São Marcos acima da entrada principal do castelo

Durante o período veneziano (1205–1669), sabe-se que famílias poderosas de ascendência bizantina possuíram extensas feudos e exerceram uma grande influência sobre a população ortodoxa, a quem a administração veneziana concedeu alguns poderes administrativos limitados, implementando um sistema feudal de caraterísticas peculiares adaptado às circunstâncias de Creta. A área de Sfakiá era governada pela família Skordilis, da qual descenderam dois ramos, os Pateras e os Papadopoulos, que se tornaram rivais encarniçados — fontes venezianas relatam que nos seus esforços para impor o seu poder, essas famílias cometiam crimes e oprimiam os locais.
A opressão dos senhores feudais provocou rebeliões, o que levou a que os senhores reclamassem a construção de uma fortaleza para não só controlar a população rebelde mas também proteger a área dos ataques de piratas. O senado veneziano acabou por satisfazer o pedido em 10 de fevereiro de 1371. O castelo foi construído entre 1371 e 1374 e foi chamado Castelo de São Nikitas, devido à igreja próxima com esse nome, mas os locais, que nunca o viram com bons olhos, chamavam-lhe desdenhosamente Frangokastello ("castelo dos francos; "franco" era uma designação genérica para os europeus ocidentais ou católicos em terras gregas e bizantinas), Castelfranco ou Franco Castello. Este nome acabou por pegar, inclusivamente entre os venezianos. Na construção foram usadas pedras de construções da antiga cidade de Nikita, da qual apenas resta a igreja de Agios Nikita, onde todos os anos é celebrada uma festa no dia do santo, 15 de setembro, célebre em toda a Creta, durante a qual se realizavam torneios desportivos.
Segundo a tradição local, quando os soldados e construtores chegaram à planície fértil para iniciar a construção do castelo, as gentes locais, lideradas pelos seis irmãos Patsos ou Patsia, da aldeia vizinha de Patsianos, todas as noites destruíam o que os venezianos construíam durante o dia. Os venezianos acabaram por ver-se forçados a mandar vir mais tropas e os irmãos Patsos foram presos e enforcados após terem sido traídos.
Apesar da sua importância stratégica e das renovações a que foi sujeita, por exemplo em 1593–1597, por ordem do intendente-geral Nicolò Donà, a fortaleza parece não ter servido o objetivo com que foi construída, pois a região de Sfakiá continuou uma área sem lei e chegou a haver períodos em que nem sequer houve guarnição em Frangocastelo, mas só foi abandonada completamente quando terminou o domínio veneziano, em 1669.

### Período otomano

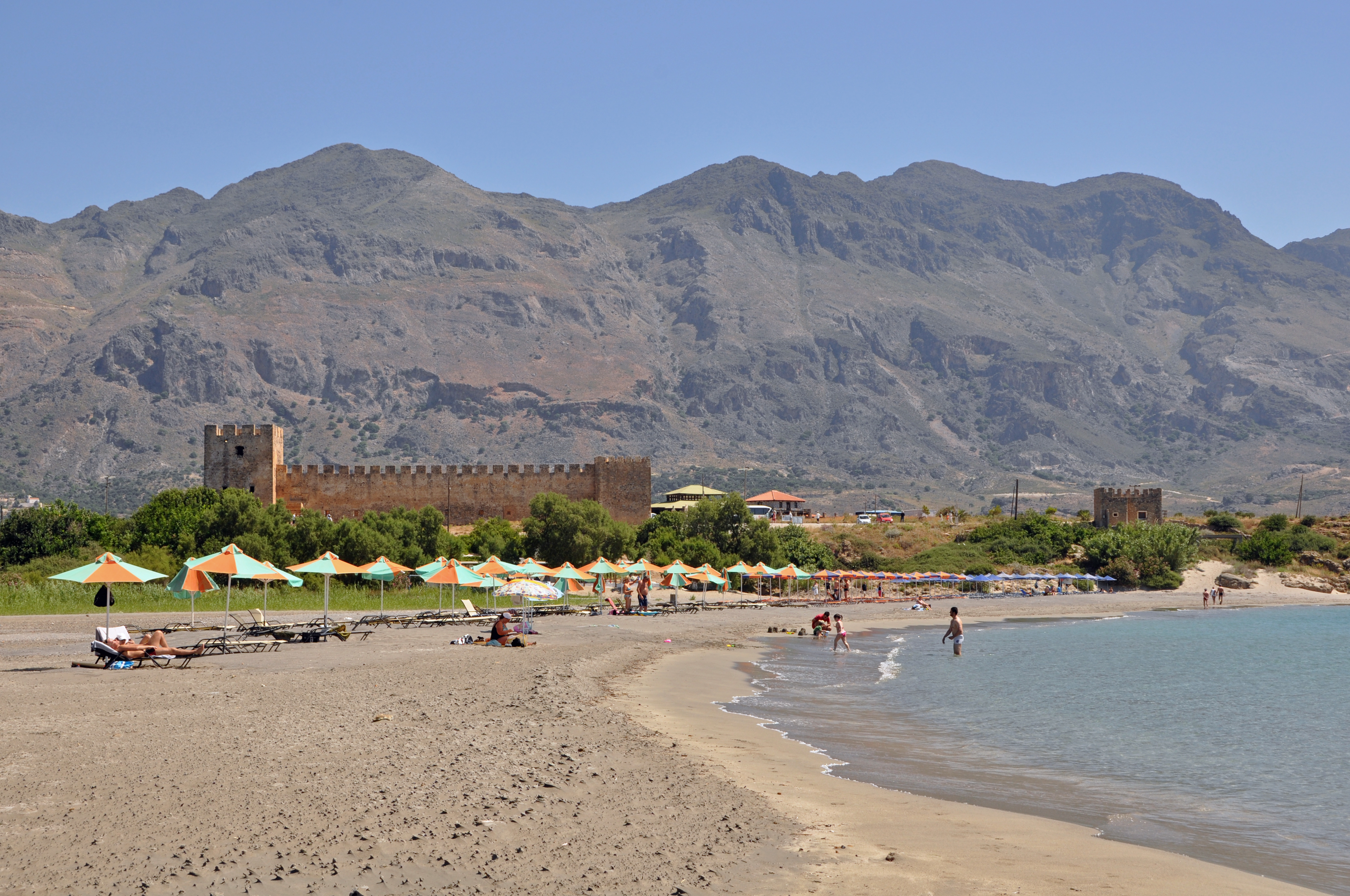
Praia de Frangocastelo

Durante o período otomano, Frangocastelo continuou a declinar. Durante a última fase da Revolta de Orlov, em 1770, os rebeldes sfaquiotas estabeleceram a sua base na fortaleza e segundo algumas fontes foi ali que que o líder da revolta fracassada, Ioannis Vlachos, mais conhecido como Daskalogiannis, também ele sfaquiota, se rendeu, sendo a seguir levado para Heraclião. Segundo outras fontes, Daskalogiannis teria ido por sua iniciativa a Heraclião para negociar com uma rendição em termos aceitáveis com os otomanos, mas estes prenderam-no e o líder rebelde, um dos herois de Creta, acabou esfolado vivo junto à catedral, para servir de exemplo a outros potenciais revolucionários. Devido a esta derrota, pela primeira vez os otomanos conseguiram dominar completamente a região de Sfakiá durante algum tempo. No entanto continuaram a registar-se revoltas sangrentas em Sfakiá, nomeadamente em 1821 e 1824, durante a guerra de independência da Grécia e os sfaquiotas nunca chegaram a depor completamente as armas.

#### Batalha de Frangocastelo

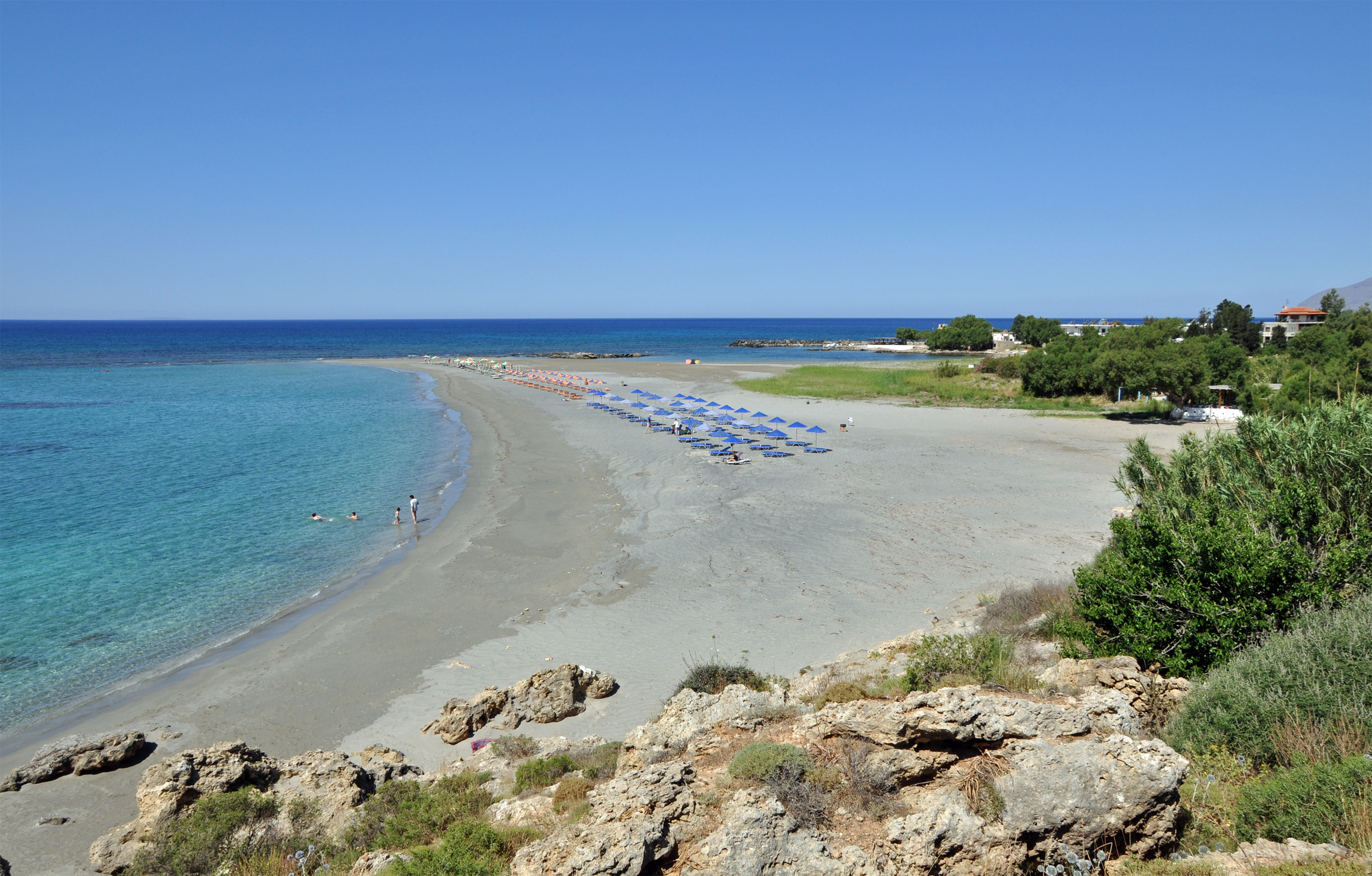
A praia de Frangocastelo a leste do castelo

Em janeiro de 1828, Hadzi Michalis Dalianis desembarcou em Creta com 600 soldados de infantaria e cerca de 100 cavaleiros. Hatzimichalis era um patriota grego do Epiro empenhado em propagar a guerra de independência em Creta, que pelo Tratado de Londres assinado em 6 julho de 1827 entre o Reino Unido, França e Rússia, onde essas potências se comprometiam a intervir a favor dos independentistas gregos, mas previam deixar Creta sob o domínio otomano. Apesar da péssima situação económica em que se encontravam, os sfaquiotas responderam ao apelo, juntando-se às tropas de Hatzimichalis, oferecendo uma parte substancial das colheitas da planície de Frangocastelo para alimentarem a cavalaria e juntando uma soma considerável de dinheiro.
Hatzimichalis ocupou Frangocastelo com as suas tropas no início de março de 1828 e, entusiasmado com o sucesso obtido num ataque a Retimno contra as tropas otomanas, no qual conseguiu fazer muitos prisioneiros e obter numerosos animais e mantimentos, decidiu enfrentar os turcos em campo aberto em Frangocastelo. Isso apesar da superioridade numérica das tropas regulares turcas inimigo e dos conselhos dos sfaquiotas, que preferiam continuar as táticas de guerrilha a que estavam habituados. Esta situação  favoreceu as forças de Mustafá Naili Paxá, o governador otomano de Creta ao serviço de Mehmet Ali, quediva do Egito, que entretanto tinha cercado a região e acampado junto à importante nascente de Apokronos, cortando os abastecimentos aos rebeldes.

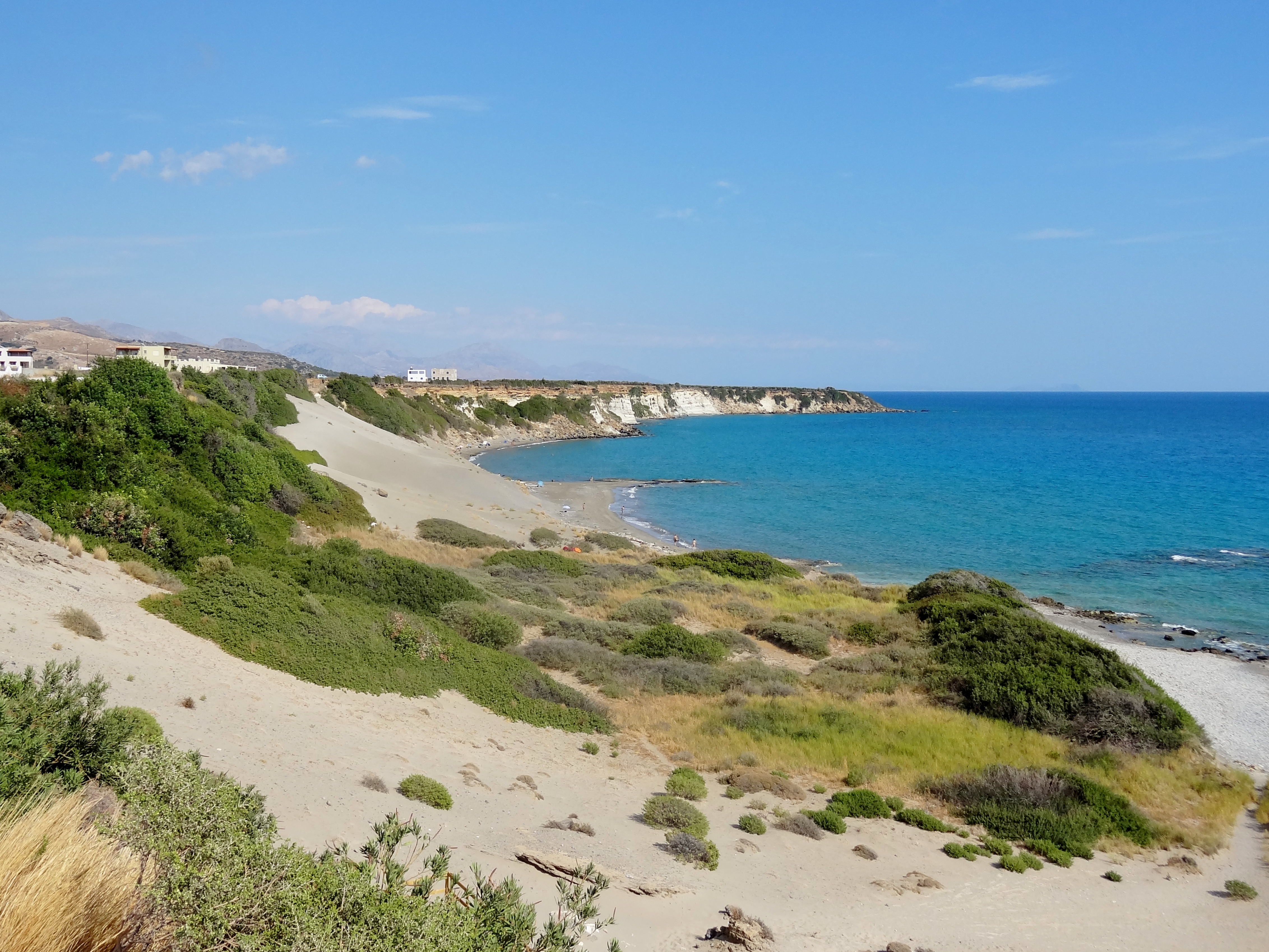
Praia de Orthi Ammos; segundo a lenda, os mártires da batalha de 1828 foram soterrados pelas areais levadas pelo vento desta praia

As forças otomanas, compostas provavelmente por cerca de 300 cavaleiros e 5 000 soldados gregos de infantaria (outras fontes falam em 8 000 soldados) atacaram os rebeldes, em Frangocastelo ao alvorecer de 17 de maio de 1828, e chacinaram praticamente todos os rebeldes que saíram do forte para combater, incluindo Hadzi Michalis Dalianis. As baixas otomanas teriam sido 800. Os 400 gregos do Epiro e de Creta (incluindo mulheres e crianças), muitos deles feridos, que permaneceram no interior do forte viram-se numa situação desesperada, , mas apesar disso só se renderam em 24 de maio, entregando o castelo aos turcos. Os sobreviventes renderam-se, e foram deixados em liberdade. Muitos dos turcos teriam sido depois mortos por emboscadas lançadas dos desfiladeiros vizinhos pelos rebeldes.
Mustafá Naili Paxá mandou demolir o restava da fortaleza arruinada a fim de que ela não voltasse a ser usada por rebeldes. No entanto, durante a Revolta de Creta de 1866-1869, o castelo foi novamente reconstruído pelos otomanos para controlar aquela parte da ilha. A fortaleza foi abandonada depois do fim do domínio otomano.

## OsDrosoulites
Segundo uma lenda cretense, todos os anos, ao amanhecer dos últimos dias de maio e em 1 de junho ou, segundo outras fontes, exatamente no dia 17 de maio, o aniversário da batalha, são avistados os fantasmas dos combatentes cretenses e epirotas que perderam as suas vidas combatendo junto à fortaleza ao nascer do dia. São os chamados Drosoulites ou Dhroussulítes (em grego: Δροσουλίτες; "sombras no orvalho"). Segundo algumas teorias supostamente científicas, é um fenómeno é origem meteorológico.